# William A. Bell
William A. Bell (né le 1er juin 1949) est un homme politique américain, 33e maire de Birmingham en Alabama de 2010 à 2017. Avant cela, il avait servi plusieurs mandats au conseil municipal de Birmingham. Il est membre du Parti démocrate.

## Maire
William Bell est élu maire le 19 janvier 2010. Il est réélu au premier tout en 2013 (74% des voix), mais est battu en 2017 au second tour par Randall Woodfin qui obtint 59% contre 41% pour Bell.
Le 15 décembre 2015, Bell avait été impliqué dans une altercation physique avec le conseiller Marcus Lundy lors d’une réunion du conseil municipal. Les deux hommes ont dû être soignés dans un hôpital local pour des blessures mineures. Deux jours après l'altercation, Bell et Lundy se sont excuser publiquement lors d’une conférence de presse.